# Mompha iurassicella
Mompha iurassicella é uma espécie de mariposa do gênero Mompha pertencente à família Coleophoridae.